# Pitcairnia multiramosa
Pitcairnia multiramosa là một loài thực vật có hoa trong họ Bromeliaceae. Loài này được (Mez) Mez miêu tả khoa học đầu tiên năm 1935.